# Mekong Capital
Mekong Capital är ett finansföretag som förvaltar tre fonder (ytterligare en ska introduceras 2009) i Vietnam. Företaget grundades av Chris Freund 2001 och var bland de första att starta fonder med inriktning mot Vietnam. Antalet anställda är över 40 och företaget är registrerat i Cayman Islands med kontor i Ho Chi Minh-staden och Hanoi.